# Hiroshi Soejima
Hiroshi Soejima (副島 博志, Soejima Hiroshi), né le 26 juillet 1959 dans la préfecture de Saga au Japon, est un footballeur japonais.